# Portadown Hockey Club
Portadown HC is een Noord-Ierse hockeyclub uit Portadown.
Portadown werd opgericht in 1951 en heeft momenteel twee gescheiden mannen en vrouwen secties die op hetzelfde complex spelen. De vrouwen spelen onder de naam Portadown Ladies Hockey Club en zijn zeer succesvol in het Ierse hockey. De vrouwn van de club won verscheidene malen het kampioenschap en konden zo deelnemen aan meerdere editities van het Europacup I-toernooi.